# Justicia pedestris
Justicia pedestris är en akantusväxtart som beskrevs av Raymond Benoist. Justicia pedestris ingår i släktet Justicia och familjen akantusväxter. Inga underarter finns listade i Catalogue of Life.